# Geomorfologické členění Šumavské hornatiny

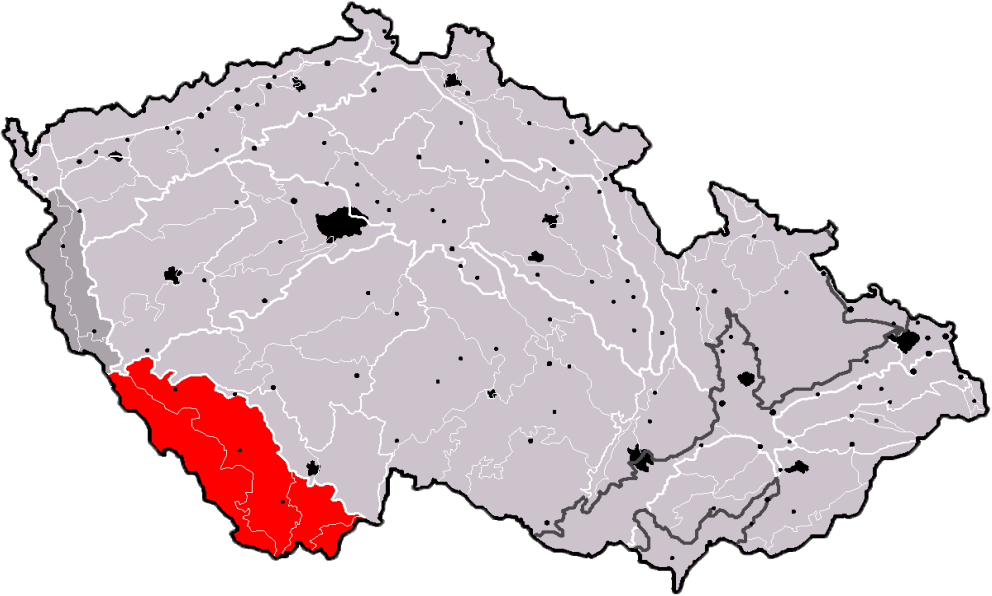
Šumavská hornatina

 Geomorfologické členění Šumavské hornatiny:
Oblast
Celek
Podcelek
Okrsek
Podokrsek
IB Šumavská hornatina
IB-1 Šumava
IB-1A Šumavské pláně
IB-1A-1 Kochánovské pláně
IB-1A-1a Javorensko-vysocký hřbet
IB-1A-1b Zhůřské pláně
IB-1A-2 Kvildské pláně
IB-1A-2a Prášilské pláně
IB-1A-2b Modravské pláně
IB-1A-2c Roklanské pláně
IB-1A-3 Javornická hornatina
IB-1A-4 Svojšská hornatina
IB-1A-5 Knížecí pláně
IB-1A-5a Lipecké pláně
IB-1A-5b Novosvětské pláně
IB-1A-5c Stráženské pláně
IB-1B Železnorudská hornatina
IB-1B-1 Debrnická hornatina
IB-1B-2 Královský hvozd
IB-1B-3 Pancířský hřbet
IB-1B-3a Můstecký hřbet
IB-1B-3b Prenetský hřbet
IB-1B-3c Hojsovostrážská hornatina
IB-1C Trojmezenská hornatina
IB-1C-1 Stožecká hornatina
IB-1C-1a Radvanovická vrchovina
IB-1C-1b Stráženská kotlina
IB-1C-1c Stožecká kotlina
IB-1C-2 Plešská hornatina
IB-1C-2a Plešský hřbet
IB-1C-2b Jelenská vrchovina
IB-1C-3 Novopecká kotlina
IB-1C-4 Vítkovokamenská hornatina
IB-1C-4a Výtoňská hornatina
IB-1C-4b Pasečenská kotlina
IB-1C-4c Hraničenská vrchovina
IB-1C-5 Lučská hornatina
IB-1C-5a Lipenská vrchovina
IB-1C-5b Loučovická hornatina
IB-1D Boubínská hornatina
IB-1D-1 Boubínský hřbet
IB-1D-2 Včelenská hornatina
IB-1E Želnavská hornatina
IB-1E-1 Knížecí hornatina
IB-1E-1a Chlumská hornatina
IB-1E-1b Špičácká část
IB-1E-2 Křišťanovská vrchovina
IB-1E-2a Skalinská hornatina
IB-1E-2b Arnoštovká pahorkatina
IB-1F Vltavická brázda
IB-1F-1 Hornovltavická brázda
IB-1F-2 Dolnovltavická brázda
IB-2 Šumavské podhůří
IB-2A Strážovská vrchovina
IB-2A-1 Hodousická vrchovina
IB-2A-2 Neznašovská vrchovina
IB-2A-2a Lukavická vrchovina
IB-2A-2b Střeziměřská vrchovina
IB-2B Svatoborská vrchovina
IB-2B-1 Velhartická hornatina
IB-2B-1a Nemilkovská vrchovina
IB-2B-1b Čachrovská hornatina
IB-2B-1c Hlavňovická hornatina
IB-2B-2 Vidhošťský hřbet
IB-2B-3 Sušická vrchovina
IB-2B-3a Hrádecká vrchovina
IB-2B-3b Hartmanická vrchovina
IB-2C Vimperská vrchovina
IB-2C-1 Mladotická vrchovina
IB-2C-1a Soběšická vrchovina
IB-2C-1b Drážovská vrchovina
IB-2C-2 Vacovská vrchovina
IB-2C-2a Nahořanská vrchovina
IB-2C-2b Zdíkovská vrchovina
IB-2C-3 Bělečská vrchovina
IB-2C-3a Bohumilická vrchovina
IB-2C-3b Uhřická vrchovina
IB-2C-3c Štítkovská vrchovina
IB-2D Prachatická hornatina
IB-2D-1 Libínská hornatina
IB-2D-1a Libínský hřbet
IB-2D-1b Zbytinská vrchovina
IB-2D-2 Žernovická vrchovina
IB-2D-2a Zdenická vrchovina
IB-2D-2b Ktišská vrchovina
IB-2D-3 Lhenická brázda
IB-2D-4 Blanský les
IB-2D-4a Kleťská hornatina
IB-2D-4b Bulovská hornatina
IB-2D-5 Buglatská vrchovina
IB-2D-5a Pískovokamenská vrchovina
IB-2D-5b Klucká vrchovina
IB-2D-6 Křemžská kotlina
IB-2D-7 Chvalšinská kotlina
IB-2E Českokrumlovská vrchovina
IB-2E-1 Plešenecká vrchovina
IB-2E-1a Dřevíčská hornatina
IB-2E-1b Břevnišťská vrchovina
IB-2E-2 Boletická vrchovina
IB-2E-2a Hořická vrchovina
IB-2E-2b Slavkovská vrchovina
IB-2E-3 Olšinská kotlina
IB-2E-4 Frymburská vrchovina
IB-2E-5 Rožmberská vrchovina
IB-2E-5a Ostrovská vrchovina
IB-2E-5b Rožmitálská vrchovina
IB-2E-6 Vyšebrodská vrchovina
IB-2E-6a Hrudkovská vrchovina
IB-2E-6b Těchorazská vrchovina
IB-2F Bavorovská vrchovina
IB-2F-1 Budětická vrchovina
IB-2F-2 Prácheňská pahorkatina
IB-2F-2a Kozlovská pahorkatina
IB-2F-2b Želenovská pahorkatina
IB-2F-3 Volyňská vrchovina
IB-2F-3a Kraselovská vrchovina
IB-2F-3b Malenická vrchovina
IB-2F-4 Miloňovická pahorkatina
IB-2F-5 Husinecká vrchovina
IB-2F-5a Těšovická vrchovina
IB-2F-5b Předslavická pahorkatina
IB-2F-5c Strunkovická kotlina
IB-2F-6 Netonická vrchovina
IB-2F-6a Krajníčská vrchovina
IB-2F-6b Drahonická vrchovina
IB-2F-6c Chelčická vrchovina
IB-2F-6d Velkoborská pahorkatina
IB-2F-7 Netolická pahorkatina
IB-3 Novohradské hory
IB-3A Pohořská pahorkatina
IB-3A-1 Leopoldovská vrchovina
IB-3A-2 Žofínská hornatina
IB-3B Jedlická vrchovina
IB-3B-1 Skalecká vrchovina
IB-3B-2 Tetřeví pahorkatina
IB-4 Novohradské podhůří
IB-4A Kaplická brázda
IB-4A-1 Velešínská pahorkatina
IB-4A-1a Korosecká vrchovina
IB-4A-1b Kamenoújezdská pahorkatina
IB-4A-2 Bujanovská sníženina
IB-4A-2a Netřebický práh
IB-4A-2b Stradovská kotlina
IB-4A-2c Dolnodvořišťská sníženina
IB-4A-2d Cetvinská kotlina
IB-4B Stropnická pahorkatina
IB-4B-1 Strážkovická pahorkatina
IB-4B-2 Rychnovská pahorkatina
IB-4C Soběnovská vrchovina
IB-4C-1 Kohoutská pahorkatina
IB-4C-1a Pořešínská pahorkatina
IB-4C-1b Slepičí hory
IB-4C-1c Dluhošťská kotlina
IB-4C-2 Malontská vrchovina
IB-4C-2a Hodonická vrchovina
IB-4C-2b Malontská sníženina
IB-4C-2c Bukovská vrchovina
IB-4D Hornodvořišťská sníženina
IB-4E Klopanovská vrchovina